# 天津市宁河区芦台第一中学
天津市宁河区芦台第一中学，简称芦台一中，位于天津市宁河区芦台街道东大营一中路1号。芦台一中创建于1913年8月，位于河北省宁河县芦台镇（今属天津市），初为私立宁河县中学校，1938年改为县立中学。1940年，改为“河北省立宁河中学”。1948年，先后隶属国民政府河北省教育厅和天津市教育局。1957年，更名为“芦台第一中学”。1973年，学校定名为“天津市宁河县芦台第一中学”。2023年11月，其分校天津市宁河区芦台第一中学桥北学校开始具备独立法人资格。
目前，天津市宁河区芦台第一中学是隶属于天津市宁河区教育局的天津市市级重点中学。